# Igling
Igling er en kommune i Landkreis Landsberg am Lech, Regierungsbezirk Oberbayern i den tyske delstat Bayern. Den er en del af Verwaltungsgemeinschaft Igling.

## Inddeling
I kommunen ligger landsbyerne:
- Holzhausen bei Buchloe
- Oberigling
- Unterigling

## Seværdigheder
Lige syd for Igling ligger Schloss Igling, der er et privat slotshotel, med 9-huls golfbane